# San Diego Film Critics Society Award per il migliore film

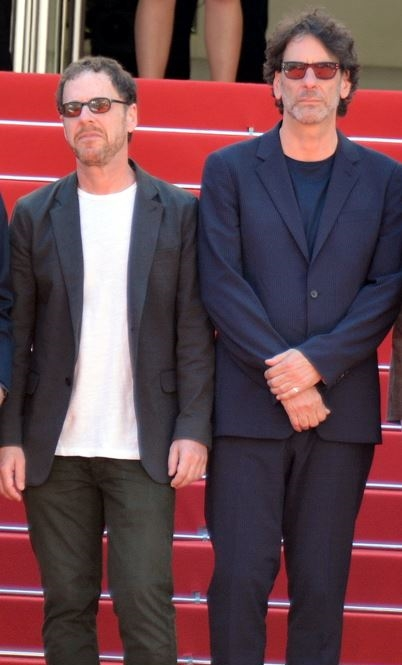
I fratelli Coen sono i primi vincitori del premio con Fargo e detengono il record di due vittorie con la regia di Non è un paese per vecchi

Il San Diego Film Critics Society Award per il migliore film (San Diego Film Critics Society Award for Best Film) è un premio assegnato nell'ambito del San Diego Film Critics Society Awards dal 1996 alla migliore pellicola dell'anno.

## Vincitori e candidati
I vincitori sono indicati in grassetto, a seguire gli altri candidati.

### Anni 1990-2000
- 1996 - Fargo, regia di Joel Coen
- 1997 - L.A. Confidential, regia di Curtis Hanson
- 1998 - Demoni e dei (Gods and Monsters), regia di Bill Condon
- 1999 - American Beauty, regia di Sam Mendes

### Anni 2000-2010
- 2000 - Quasi famosi (Almost Famous), regia di Cameron Crowe
- 2001 - Ghost World, regia di Terry Zwigoff
- 2002 - Lontano dal paradiso (Far from Heaven), regia di Todd Haynes
- 2003 - Piccoli affari sporchi (Dirty Pretty Things), regia di Stephen Frears
- 2004 - Il segreto di Vera Drake (Vera Drake), regia di Mike Leigh
- 2005 - King Kong, regia di Peter Jackson
- 2006 - Lettere da Iwo Jima (Letters from Iwo Jima), regia di Clint Eastwood
- 2007 - Non è un paese per vecchi (No Country for Old Men), regia di Joel ed Ethan Coen
  - Il petroliere (There Will Be Blood), regia di Paul Thomas Anderson
- 2008 - The Millionaire (Slumdog Millionaire), regia di Danny Boyle
- 2009 - Bastardi senza gloria (Inglourious Basterds), regia di Quentin Tarantino
  - (500) giorni insieme ((500) Days of Summer), regia di Marc Webb
  - The Hurt Locker
  - A Single Man
  - Tra le nuvole (Up in the Air), regia di Jason Reitman

### Anni 2010-2019
- 2010 - Un gelido inverno (Winter's Bone), regia di Debra Granik
  - Il cigno nero (Black Swan), regia di Darren Aronofsky
  - The Fighter, regia di David O. Russell
  - Inception, regia di Christopher Nolan
  - Il discorso del re (The King's Speech), regia di Tom Hooper
  - The Social Network, regia di David Fincher
- 2011 - The Artist, regia di Michel Hazanavicius
  - Drive, regia di Nicolas Winding Refn
  - Hugo Cabret, regia di Martin Scorsese
  - Midnight in Paris, regia di Woody Allen
  - The Tree of Life, regia di Terrence Malick
- 2012 - Argo, regia di Ben Affleck
  - Django Unchained, regia di Quentin Tarantino
  - The Master, regia di Paul Thomas Anderson
  - Il lato positivo - Silver Linings Playbook (Silver Linings Playbook), regia di David O. Russell
  - Zero Dark Thirty, regia di Kathryn Bigelow
- 2013 - Lei (Her), regia di Spike Jonze
  - 12 anni schiavo (12 Years a Slave), regia di Steve McQueen
  - Gravity, regia di Alfonso Cuarón
  - A proposito di Davis (Inside Llewyn Davis), regia di Joel ed Ethan Coen
  - Short Term 12, regia di Destin Cretton
- 2014 - Lo sciacallo - Nightcrawler (Nightcrawler), regia di Dan Gilroy
  - Boyhood, regia di Richard Linklater
  - L'amore bugiardo - Gone Girl (Gone Girl), regia di David Fincher
  - Grand Budapest Hotel (The Grand Budapest Hotel), regia di Wes Anderson
  - Selma - La strada per la libertà (Selma), regia di Ava DuVernay
  - La teoria del tutto (The Theory of Everything), regia di James Marsh
- 2015 - Mad Max: Fury Road, regia di George Miller
  - Brooklyn, regia di John Crowley
  - Ex Machina, regia di Alex Garland
  - Room, regia di Lenny Abrahamson
  - Il caso Spotlight (Spotlight), regia di Tom McCarthy
- 2016 - Hell or High Water, regia di David Mackenzie
  - La La Land, regia di Damien Chazelle
  - Manchester by the Sea, regia di Kenneth Lonergan
  - Moonlight, regia di Barry Jenkins
  - Animali notturni (Nocturnal Animals), regia di Tom Ford
- 2017 - Scappa - Get Out (Get Out), regia di Jordan Peele
  - Chiamami col tuo nome (Call Me by Your Name), regia di Luca Guadagnino
  - Dunkirk, regia di Christopher Nolan
  - Lady Bird, regia di Greta Gerwig
  - Tre manifesti a Ebbing, Missouri (Three Billboards Outside Ebbing, Missouri), regia di Martin McDonagh
- 2018 - Senza lasciare traccia (Leave No Trace), regia di Debra Granik
  - La favorita (The Favourite), regia di Yorgos Lanthimos
  - La ballata di Buster Scruggs (The Ballad of Buster Scruggs), regia di Joel ed Ethan Coen
  - Green Book, regia di Peter Farrelly
  - A Quiet Place - Un posto tranquillo (A Quiet Place), regia di John Krasinski
- 2019 - The Irishman, regia di Martin Scorsese
  - 1917, regia di Sam Mendes
  - C'era una volta a... Hollywood (Once Upon a Time... in Hollywood), regia di Quentin Tarantino
  - Joker, regia di Todd Phillips
  - Storia di un matrimonio (Marriage Story), regia di Noah Baumbach

### Anni 2020-2029
- 2020 - Una donna promettente (Promising Young Woman), regia di Emerald Fennell
  - Black Bear, regia di Lawrence Michael Levine
  - First Cow, regia di Kelly Reichardt
  - Nomadland, regia di Chloé Zhao
  - Quella notte a Miami... (One Night in Miami...), regia di Regina King
  - Sound of Metal, regia di Darius Marder
- 2021 - Il potere del cane (The Power of the Dog), regia di Jane Campion
  - Belfast, regia di Kenneth Branagh
  - CODA - I segni del cuore (CODA), regia di Sian Heder
  - Dune, regia di Denis Villeneuve
  - Mass, regia di Fran Kranz
- 2022 - Gli spiriti dell'isola (The Banshees of Inisherin), regia di Martin McDonagh
  - Tár, regia di Todd Field
  - Elvis, regia di Baz Luhrmann
  - Everything Everywhere All at Once, regia di Daniel Kwan e Daniel Scheinert
  - The Fabelmans, regia di Steven Spielberg
- 2023 - Ci sei Dio? Sono io, Margaret (Are You There, God? It's Me, Margaret), regia di Kelly Fremon Craig
  - Oppenheimer, regia di Christopher Nolan
  - American Fiction, regia di Cord Jefferson
  - The Holdovers - Lezioni di vita (The Holdovers), regia di Alexander Payne
  - Killers of the Flower Moon, regia di Martin Scorsese
- 2024 - Sing Sing, regia di Greg Kwedar
  - Anora, regia di Sean Baker
  - Conclave, regia di Edward Berger
  - Challengers, regia di Luca Guadagnino
  - Dune - Parte due (Dune: Part Two), regia di Denis Villeneuve